# Heinkel He 50
Heinkel He 50 – niemiecki samolot bombowy zaprojektowany na zamówienie Japońskiej Cesarskiej Marynarki Wojennej w latach 30. XX wieku. Pozostawał na wyposażeniu przedwojennej Luftwaffe jako bombowiec nurkujący, prawie aż do końca II wojny światowej wykorzystywany jako nękający bombowiec nocny.

## Projekt i rozwój
W 1931 Marynarka Japońska złożyła w wytwórni Heinkel zamówienie ma dwumiejscowy bombowiec nurkujący o udźwigu 250 kg bomb, przystosowany do startów z katapulty, wyposażony w podwozie kołowe lub pływakowe.
Prototyp, oznaczony jako Heinkel He 50aW, ukończony został w lecie 1931. Był to dwupłatowiec o konstrukcji drewnianej, krytej płótnem i podwoziu pływakowym. Napęd stanowił silnik Junkers L5, który jednak okazał się za słaby. W drugim prototypie (He 50aL) zastosowano silnik Siemens Jupiter VI i podwozie kołowe. Kolejny egzemplarz tej wersji przemianowano na He 50b i w oparciu o niego powstał trzeci, ostateczny prototyp oznaczony jako Heinkel He 66. Stał się on bazą japońskiej konstrukcji Aichi D1A, produkowanej przez wytwórnię Nakajima.

## Produkcja, zastosowanie bojowe
He 50aL, nazwany zgodnie z niemieckimi zasadami He 50 V1, został zaprezentowany niemieckiemu ministerstwu obrony w 1932. W rezultacie uzyskano zamówienie na 3 egzemplarze rozwojowe i serię próbną liczącą 60 samolotów He 50A-1, wykonaną w 1933. Chiny złożyły zamówienie na 12 zmodyfikowanych samolotów (oznaczono je He 66b). W 1935 rozpoczęto dostarczanie samolotów do pierwszej niemieckiej jednostki nurkującej, potem stopniowo do kolejnych 9. Zostały w nich jednak szybko zastąpione przez samoloty nowych typów: Henschel Hs 123 i Junkers Ju 87 i skierowane do jednostek treningowych.
W 1943 istniejące egzemplarze He 50 zostały przekazane do jednostek specjalizujących się w nocnych atakach operujących na froncie wschodnim, gdzie do września 1944 wykorzystywane były do nalotów nękających.
Spotyka się informacje, że w 1934 roku 12 samolotów w wersji eksportowej He 66 zostało zamówionych przez Chiny, ale nie dostarczonych, lecz brak jest potwierdzenia takiego zamówienia, jak również brak jest dokumentów potwierdzających późniejsze dostarczenie zamiast nich w 1936 roku 12 samolotów He 50B Luftwaffe.

## Wersje samolotu
- He 50aW – pierwszy prototyp (wodnosamolot)
- He 50aL – drugi prototyp
- He 50b – trzeci prototyp; wyeksportowany do Japonii jako He 66, 3 egzemplarze przeznaczone dla Luftwaffe, napęd – silnik Bramo 322B
- He 50A – bombowiec nurkujący, 60 egzemplarzy w ramach serii próbnej dla Luftwaffe
- He 50L – wersja produkcyjna, 25 egzemplarzy wyprodukowanych w zakładach Heinkel, 35 – Bayerische Flugzeugwerke
- He 66aCh – wersja eksportowa dla Chin (12 egz.), napędzana silnikiem Siemens Jupiter VIIF (Gnôme-Rhône Bristol(inne języki))
- He 66bCh – wersja eksportowa dla Chin (12 egz.), napędzana silnikiem Bramo 322B; przejęta przez Luftwaffe jako He 50B.